# Сметанин, Геннадий Александрович
Геннадий Александрович Сметанин (1949, Чистополь — 1986, Москва) — полковник ГРУ ГШ ВС СССР, с 1983 года сотрудничавший с ЦРУ.

## Биография

### Ранние годы
Уроженец Чистополя, восьмой ребёнок из многодетной семьи рабочего. После восьмого класса поступил в Казанское суворовское училище. Окончил Киевское высшее общевойсковое командное училище, прослужил некоторое время в войсках. Затем направлен в Военно-дипломатическую академию, где изучал португальский и французский языки. С августа 1982 года был резидентом ГРУ в Лиссабоне, работал официально на должности сотрудника аппарата военного атташе. Характеризовался как алчный эгоист и карьерист.

### Вербовка ЦРУ
В конце 1983 года Сметанин установил контакт с резидентурой ЦРУ и потребовал за свои услуги 1 миллион долларов США. Американцы согласились заплатить 365 тысяч, выдав их Сметанину под расписку следующего содержания:

Я, Сметанин Геннадий Александрович, получил от американского правительства 365 тысяч долларов, в чем и расписываюсь и обещаю ему помогать.

При этом Сметанин заявил, что растратил эту сумму из казённых денег, что ЦРУ показалось также подозрительным. Однако после испытания на детекторе лжи он был включён в агентурную сеть ЦРУ под псевдонимом «Миллион», данным по обстоятельствам начала сотрудничества. 4 марта 1984 года была завербована жена Сметанина — Светлана, работавшая техническим секретарём в советском посольстве в Португалии и получившая доступ к секретной документации.
Во время работы на ЦРУ Сметанин передавал совершенно секретные сведения о работе резидентуры ГРУ и её источниках информации. Подозрения в адрес Сметанина появились ещё тогда, когда во время одного из приёмов его жена появилась в нарядах и драгоценностях, которые не соответствовали официальным доходам мужа, однако в Москве решили не торопить события, ожидая возвращения Сметанина в отпуск и получения от него объяснений. Позже во внутренней сводке КГБ СССР от 1986 года сообщалось, что Сметанин провёл порядка 30 встреч с сотрудниками ЦРУ, на которых передавал им разведывательную информацию и ксерокопии секретных документов.

### Провал
16 апреля 1985 года начальник советского отдела управления внешней контрразведки ЦРУ Олдрич Эймс направил в советское посольство письмо, в котором писал, что в обмен на 50 тысяч долларов он готов раскрыть КГБ информацию о трёх советских сотрудниках, завербованных ЦРУ. Одним из них был Сметанин.
6 августа Сметанин встретился в Лиссабоне со своим американским куратором и сообщил об отправлении в отпуск и скором возвращении к очередной встрече, назначенной на 4 октября. Планировалось, что его поездка в Москву станет последней. В Москве он стал неожиданно часто заходить в гости к коллегам по службе и делать «фотографии на память», чтобы потом их передать ЦРУ. После с женой и дочерью отправился в Казань, где проживала его мать. За Сметаниным отправилась оперативная группа КГБ: сотрудники 3-го (военная контрразведка) и 7-го (наружное наблюдение) управлений, а также бойцы группы «А», которые должны были задержать предателя. Среди сотрудников оперативной группы было несколько женщин.
Ожидалось, что 14 сентября Сметанины вылетят в Москву, однако после прибытия в Казань Геннадий Сметанин неожиданно исчез из поля зрения сотрудников: вероятно, он обнаружил слежку. Командир одного из подразделений группы «А» писал в воспоминаниях, что ГРУ пребывало в оцепенении, но в течение нескольких дней проводило розыскные мероприятия по всей Казани, подключив местную милицию. Наконец, им удалось выйти на след Сметанина, который взял для себя, жены и своей 12-летней дочери три билета на 25 августа на поезд в Москву от станции Юдино, где проживали его родственники — оперативники также сумели подслушать телефонный разговор Сметанина со своим двоюродным братом из посёлка Козловка, находившегося рядом с железной дорогой. Был отдан приказ об аресте Сметанина и его жены. ГРУ не хотело упустить Сметанина: в прошлый раз при подобных обстоятельствах под предлогом поездки на дачу в Подмосковье за границу бежал шифровальщик 8-го Главного управления КГБ Виктор Шеймов, кроме того, в Риме попросил политического убежища полковник ПГУ КГБ Виталий Юрченко.

### Арест
Опергруппа, назначенная для ареста Сметаниных, прибыла в Козловку за три часа до отправления ближайшего поезда (самолёт вылетал через два часа). Заместитель командира группы «А» полковник Владимир Зайцев, согласно воспоминаниям, выжидал час, оставаясь в Казани, пока ему не сообщил через 40 минут заместитель Виталий Демидкин об обнаружении Геннадия Сметанина, его жены и двоюродного брата с друзьями. Однако оперативники ещё не знали, каковы планы Сметанина, и поэтому готовились к худшим сценариям вплоть до вооружённого сопротивления. Позже было установлено, что Сметанин надел парик и очки для маскировки.
Вечером 25 августа 1985 года Сметанины сели в поезд «Татарстан» в направлении на Москву. Несколько оперативников находились в купе со Сметаниными, сотрудники 7-го управления КГБ и руководители операции были в соседних купе, а в купе отдыха проводников были мужчина и женщина из сотрудников КГБ. Один из оперативников обнаружил Сметанина недалеко от туалета, куда тот часто ходил покурить. Оперативник обхватил Сметанина сзади и приподнял, а второй его подхватил за ноги и дотащил задержанного до купе отдыха проводников.
По словам Зайцева, Сметанина удалось выманить из купе благодаря случайности, поскольку там постоянно заедала дверь (позже арестованный пытался свалить вину в этой случайности на оперативников, которые его спровоцировали). Выйдя из купе, Сметанин тут же был задержан оперативниками, а его жене и дочери, ехавшим в одном купе, сказали, что он уехал по важным делам, причём оперативники не знали, что жена Сметанина также была завербована ЦРУ. Задержанного переодели в спортивный костюм и конфисковали все его личные вещи. При обыске в портфеле Сметанина обнаружили футляр с очками, где хранились инструкция по связи с ЦРУ и шифроблокнот, а в дужке очков, где были стёкла без диоптрий, нашли ампулу с ядом мгновенного действия — его попадание на кожу гарантировало мгновенную смерть.
Ещё двое сотрудников (мужчина и женщина) чуть позже арестовали и жену Сметанина. Обыск вещей Светланы Сметаниной состоялся в Москве: в ходе обыска был изъят кожаный ремешок, в прокладке которого было обнаружено 44 бриллианта. Камни передал супругам двоюродный брат Геннадия, работавший ранее на алмазных приисках Якутии. Родственники Сметаниных получили телеграмму от имени супругов с сообщением о якобы срочной необходимости уехать за границу.

### Суд
На суде супруги Сметанины были признаны виновными в совершении преступления, предусмотренного статьёй 64 УК РСФСР «Измена Родине». Сметанин отверг обвинения и заявил, что на сотрудничество с ЦРУ пошёл из-за того, что в ГРУ его не ценили как разведчика. 1 июля 1986 года был осуждён Военной коллегией Верховного суда СССР за измену Родине в форме шпионажа и приговорён к расстрелу с конфискацией имущества. Жена получила 5 лет лишения свободы.